# 张龙之
张龙之（1947年7月—），山东郓城人，汉族，中华人民共和国政治人物，第十届、第十一届全国政协委员。
加入中国共产党，担任十一届全国政协常务委员、全国工商联原党组副书记、专职副主席。2008年，当选第十一届全国政协常务委员，代表中华全国工商业联合会，分入第二十二组。